# Уилям Лихи
Уилям Дейниъл Лихи (на английски: William Daniel Leahy) е американски военноморски офицер, който служи като най-старшият военен офицер на САЩ през Втората световна война. Той има множество титли и е в центъра на всички основни военни решения, които САЩ вземат в хода на войната.

## Биография
Лихи е роден на 6 май 1875 г. в Хамптън, Айова. Баща му е успешен адвокат и ветеран от Гражданската война. След като завършва училище 1893 г., Лихи се записва във Военноморската академия на САЩ в Анаполис, Мериленд. Завършва я през 1897 г. и е назначен за курсант на линейния кораб „Орегон“. Той е на борда на този кораб по време на забележителния му пробег от тихоокеанското крайбрежие около нос Хорн до американския флот до Куба през пролетта на 1898 г., в разгара на Испано-американската война. На следваща година е назначен за мичман втори ранг и изпратен в Азия, където в периода 1899 – 1901 г. участва във Филипино-американската война и Боксерското въстание в Китай.
През Първата световна война командва пасажерския кораб „Принцеса Матоийка“ и сформира дълготрайно приятелство с Франклин Рузвелт, който по това време е помощник-секретар на военноморските сили. След войната, уменията на Лихи го отвеждат до постепенен професионален напредък. През 1921 г. му е поверено командването на крайцера „Сейнт Луис“, който е изпратен в турски води по време на Гръцко-турската война. В периода 1927 – 1931 г. служи като началник на Главното управление на въоръжението на ВМС на САЩ. Към 1930 г. е вече контраадмирал, през 1935 г. е повишен на вицеадмирал, а през 1936 г. – адмирал. Организационният му талант бързо е признат от колегите му и в периода 1937 – 1939 г. е назначен за началник на военноморските операции.
През август 1939 г. се пенсионира, тъй като е достигнал нужната възраст. Няколко месеца по-късно, обаче, президентът Рузвелт го назначава за губернатор на Пуерто Рико. Той остава на този пост до декември 1940 г., когато е изпратен като посланик във Вишистка Франция, след като германците побеждават френската армия. Там главната задача на Лихи е да подсилва френската съпротива срещу германския натиск и да държи френския флот далеч от немски ръце. След като постига известен напредък по тази трудна задача, той е извикан обратно през 1942 г., за да запълни новосъздадената позиция на личен началник-щаб на Рузвелт. Играейки ролята на посредник между президента и всички въоръжени сили на страната, Лихи провежда ежедневни срещи с Рузвелт, председателства над Обединения комитет на началниците на щабове и участва в почти всяко голямо военно или дипломатическо решение през военните години. През декември 1944 г. е повишен на адмирал на флота, придружавайки Рузвелт до Ялтенската конференция в началото на 1945 г.
След смъртта на Рузвелт през април 1945 г., Лихи е помолен от новия президент Хари Труман да продължи да служи като негов личен началник-щаб. Лихи не одобрява използването на новоразработеното ядрено оръжие и бомбардировките над Хирошима и Нагасаки, считайки ги за варварски подход и споделяйки, че не може войните да се печелят чрез избиването на жени и деца.
През ноември 1949 г. Лихи се пенсионира за втори път. На следващата година публикува мемоарите си от войната.
Лихи умира на 20 юли 1959 г. в Бетезда, Мериленд. Погребан е в Националното гробище Арлингтън.